# Jazzin' for Blue Jean
Jazzin' for Blue Jean is een twintig minuten durende film van Julien Temple met in de hoofdrol de Britse muzikant David Bowie. De film werd gemaakt ter promotie van Bowies single "Blue Jean" en werd uitgebracht als VHS-single. Tijdens de Grammy Awards 1984 kreeg de film de prijs voor "beste korte video".

## Plot
De film beschrijft de avonturen van de sociaal incompetente Vic (gespeeld door Bowie) terwijl hij probeert om de aandacht van een mooie vrouw te krijgen door te doen alsof hij haar favoriete rockster, Screaming Lord Byron (ook gespeeld door Bowie), persoonlijk kent. Zij daagt Vic uit om haar aan hem te introduceren. Ze gaan op een dat naar een concert van Screaming Lord Byron, waar Vic probeert om backstage te komen en Screaming te vragen om hem en de vrouw te begroeten na de show.
Screaming komt na afloop van de show inderdaad naar de tafel van Vic om hem en de vrouw te begroeten, maar Screaming had de vrouw eerder in Peru al ontmoet, en zij verlaat de zaal met de rockster in plaats van Vic. Terwijl zij wegrijden, breekt Bowie de vierde wand door de regisseur te vragen waarom het verhaal afwijkt van zijn concept.

## Rolverdeling
| Acteur            | Personage                   | Nota               |
| ----------------- | --------------------------- | ------------------ |
| David Bowie       | Screaming Lord Byron en Vic |                    |
| Louise Scott      | "The Dream"                 |                    |
| Paul Ridgeley     | drummer                     | Band van Screaming |
| Richard Fairbrass | basgitarist                 | Band van Screaming |
| Daryl Humpries    | gitarist                    | Band van Screaming |
| Ian Ellis         | Stand-in Bowie              |                    |

## Productie
Drie verschillende nummers van Bowie worden gespeeld tijdens de video, namelijk "Don't Look Down" (van Tonight, 1984), "Warszawa" (van Low, 1977) en "Blue Jean" (ook van Tonight). De videobeelden die in de pub getoond worden komt van het optreden in de club aan het eind van de film.
Bowie pakt de kans om op verschillende momenten in de film zichzelf en zijn carrière op de hak te nemen - in het bijzonder zijn geschiedenis met drugsgebruik, zijn relatie met groupies en de commercialisatie van zijn muziek. Ook zijn er aardigere referenties, zoals het nummer "Warszawa" dat backstage wordt gespeeld om Screaming te kalmeren terwijl hij zijn make-up op doet.
Op de bijgaande dvd van Bowies verzamelalbum Best of Bowie uit 2002 is de video te vinden als Easter egg. Deze video is ietwat aangepast: in de club waar de vrouw naar een Screaming Lord Byron-video kijkt waren op het scherm oorspronkelijk beelden van hetzelfde concert te zien waar zij samen met Vic later naartoe ging. Op de dvd-versie is een andere promotionele video voor het nummer te zien op deze plaats, dat weer een andere Easter egg bevat - die alternatieve video.
Het deel van de video waarin Screaming Lord Byron het nummer "Blue Jean" uitvoert voor zijn publiek werd altijd gebruikt als de standaardmuziekvideo voor het nummer en duurt net iets langer dan drie minuten. Deze korte video werd direct uit de film geknipt.